# Hermann Barrelet
Hermann Joseph Barrelet (født 25. september 1879 i Neuchâtel, Schweiz, død 24. september 1964) var en fransk roer og olympisk guldvinder.

## Rokarriere
Barrelet deltog i singlesculler ved OL 1900 i Paris, og han vandt sit indledende heat og sin semifinale ganske over bevisende. I finalen var han igen hurtigst, mens landsmanden André Gaudin blev toer og briten Saint George Ashe treer.
Barrelet vandt også tre EM-guldmedaljer, én i singlesculler, én i dobbeltsculler og én i otter.

## Resultater

### OL-medaljer
- 1900:  Guld i singlesculler

### EM-medaljer
- EM i roning 1901:  Guld i singlesculler
- EM i roning 1909:  Guld i otter
- EM i roning 1913:  Guld i dobbeltsculler